# La Maison des cœurs brisés

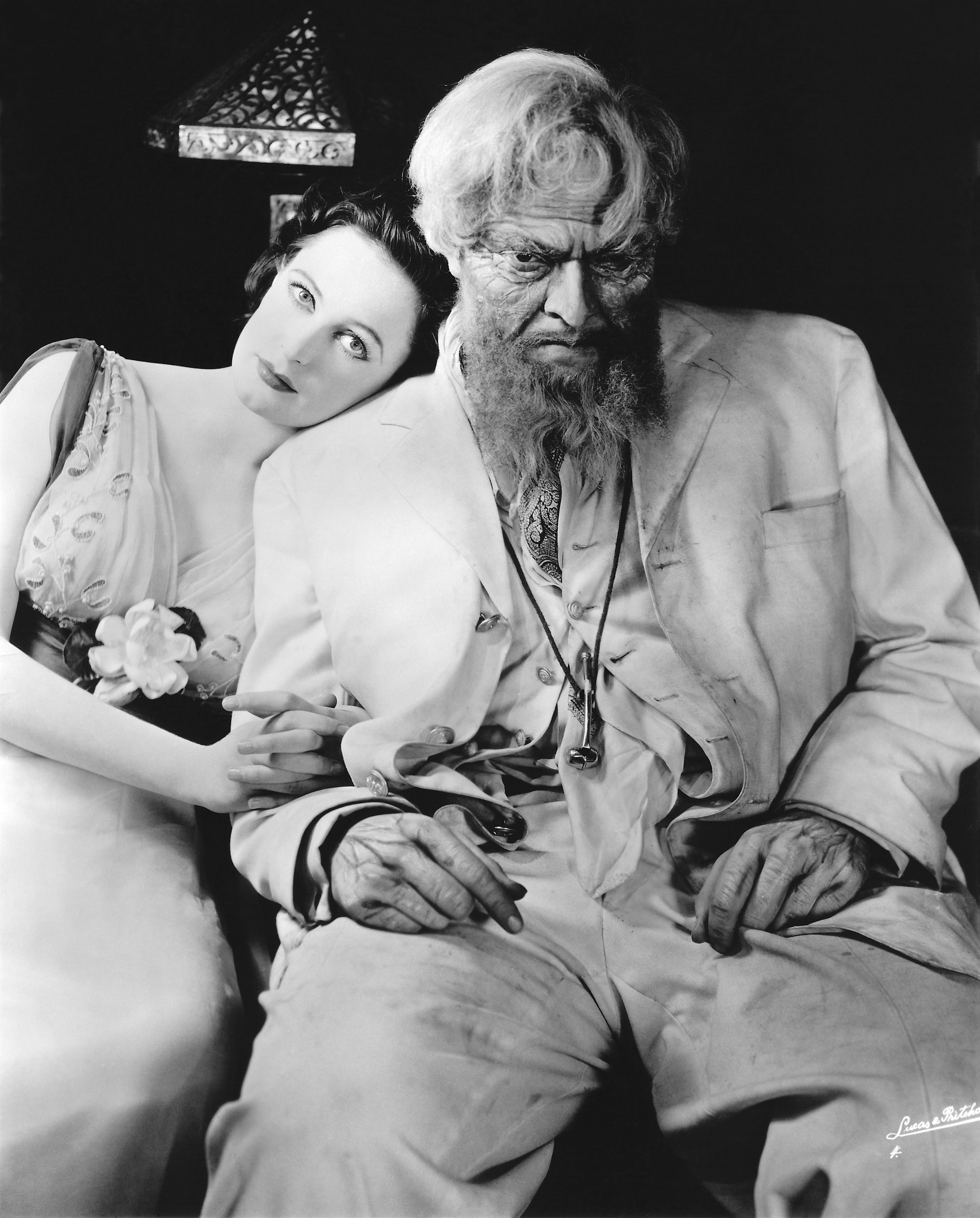
Geraldine Fitzgerald et Orson Welles
(reprise à Broadway en 1938)

La Maison des cœurs brisés (sous-titre : Fantaisie à la manière russe sur des thèmes anglais) (Heartbreak House: A Fantasia in the Russian Manner on English Themes) est une pièce de théâtre britannique en trois actes de George Bernard Shaw, publiée en 1919 et créée à Broadway (New York) en 1920.
Dans la préface de cette pièce, l'auteur déclare s'être inspiré de l'œuvre d'Anton Tchekhov.

## Argument
1914, Sussex (Angleterre) : Ellie Dunn, son fiancé Alfred « Boss » Mangan et son père Mazzini Dunn sont invités à dîner en la demeure d'un inventeur excentrique, le capitaine Shotover. Au nombre des convives figurent également Hesione Hushabye (fille du capitaine et organisatrice du dîner), son époux Hector (dont Ellie est amoureuse) et Lady Utterword (autre fille du capitaine)...

## Fiche technique de la création
- Titre : La Maison des cœurs brisés
- Sous-titre : Fantaisie à la manière russe sur des thèmes anglais
- Titre original : Heartbreak House
- Sous-titre original : A Fantasia in the Russian Manner on English Themes
- Genre : Tragi-comédie
- Date de la première représentation : 10 novembre 1920 au Garrick Theatre, Broadway (New York)
- Date de la dernière représentation : 26 février 1921
- Nombre de représentations consécutives : 125
- Mise en scène : Dudley Digges

## Distribution de la création
- Albert Perry : capitaine Shotover
- Elisabeth Risdon : Ellie Dunn
- Dudley Digges : Alfred « Boss » Mangan
- Effie Shannon : Hesione Hushabye
- Fred Eric : Hector Hushabye
- Lucile Watson : Lady Utterword
- Ralph Roeder : Randall Utterword
- Erskine Sanford : Mazzini Dunn
- Henry Travers : Billy Dunn (le voleur)
- Helen Westley : infirmière Guinness

## Reprises (sélection)

### Broadway
- 1938 : Orson Welles (capitaine Shotover + mise en scène et production), Geraldine Fitzgerald (Ellie Dunn), George Coulouris (Boss Mangan), Mady Christians (Hesione Hushabye), Vincent Price (Hector Hushabye), Erskine Sanford (Mazzini Dunn), Mercury Theatre, 48 représentations
- 1959-1960 : Maurice Evans (capitaine Shotover + production), Diane Cilento (Ellie Dunn), Sam Levene (Boss Mangan), Diana Wynyard (Hesione Hushabye), Dennis Price (Hector Hushabye), Pamela Brown (Lady Utterword), Patrick Horgan (Randall Utterword), Alan Webb (Mazzini Dunn), Billy Rose Theatre, 112 représentations
- 1983-1984 : Rex Harrison (capitaine Shotover), Amy Irving (Ellie Dunn), Philip Bosco (Boss Mangan), Rosemary Harris (Hesione Hushabye), Stephen McHattie (Hector Hushabye), Dana Ivey (Lady Utterword), William Prince (Mazzini Dunn), mise en scène d'Anthony Page, Circle in the Square Theatre, 65 représentations
- 2006 : Philip Bosco (capitaine Shotover), Lily Rabe (Ellie Dunn), Bill Camp (Boss Mangan), Swoosie Kurtz (Hesione Hushabye), Laila Robins (Lady Utterword), American Airlines Theatre, 79 représentations

### Paris
- 1928 : Georges Pitoëff (capitaine Shotover + mise en scène), Ludmilla Pitoëff (Ellie Dunn), Guy Favières (Boss Mangan), Blanche Albane, en alternance avec Henriette Marion (Hesione Hushabye, Hesione Dodo en français), théâtre des Mathurins
- 1958 : Lucien Nat (capitaine Shotover), Ariane Borg (Ellie Dunn), Yvette Étiévant (Hesione Hushabye, Madame Dodo en français), Bruno Cremer (Hector Hushabye, Hector Dodo en français), Jean Lagache (Randall Utterword), Michel Bouquet (Mazzini Dunn), mise en scène d'Ariane Borg et Michel Bouquet, musique de scène de Maurice Jarre, théâtre de l'Œuvre
- 1978-1979 : Jean Mercure (capitaine Shotover + mise en scène), Nadia Barentin (Madame Dodo), Jean-Pierre Aumont (Hector Dodo), Claude Gensac (Lady Utterword), Pierre Vernier (Randall Utterword), Maurice Chevit (Mazzini Dunn), théâtre de la Ville